# Neue Pfarrkirche Stockern

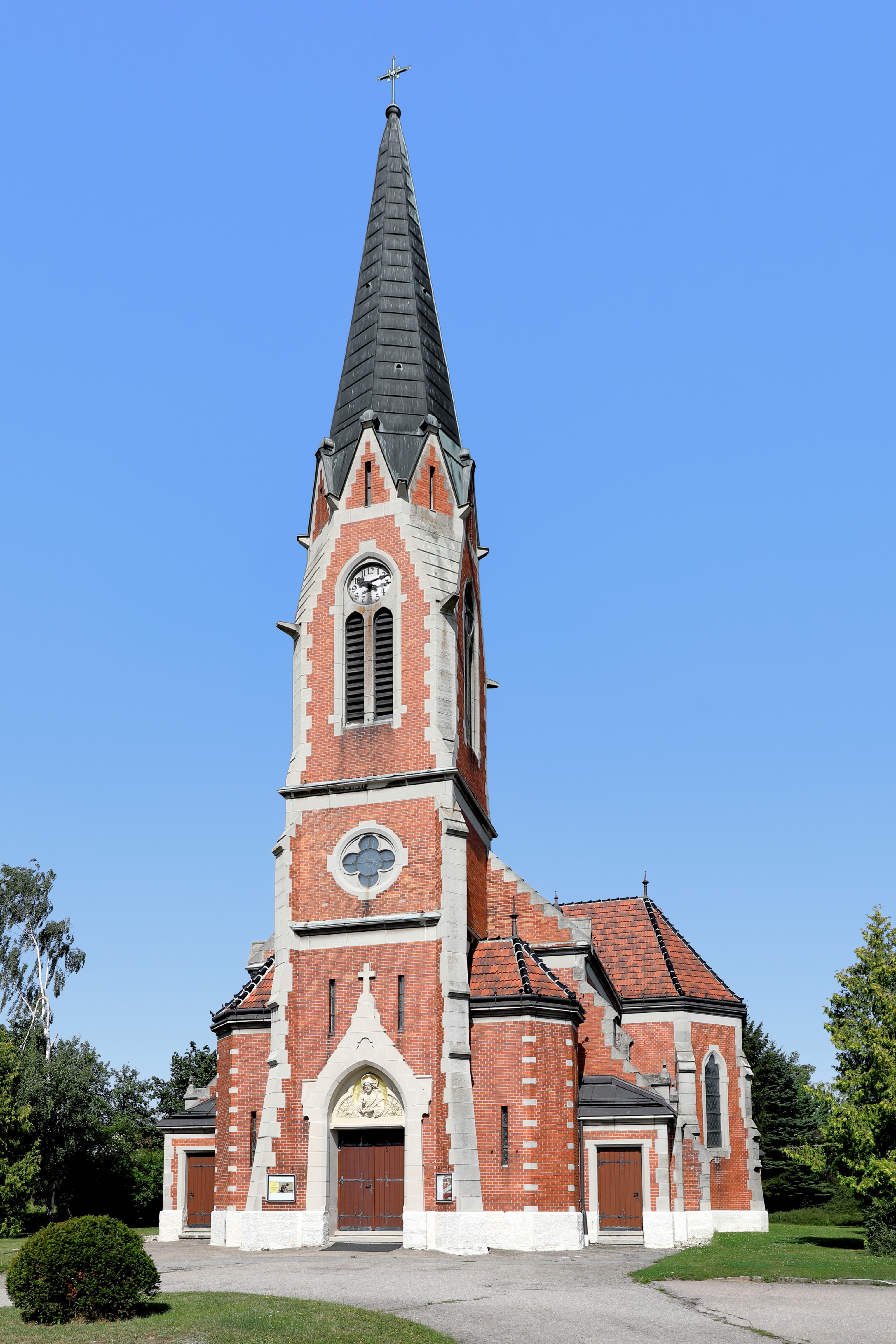
Neue Pfarrkirche Stockern (2018)

Die römisch-katholische Neue Pfarrkirche Stockern zum hl. Herzen Jesu steht in dem kleinen Ort Stockern in der Gemeinde Meiseldorf im Bezirk Horn (Niederösterreich). Die Kirche gehört dem Dekanat Horn der Diözese St. Pölten an. Das Gebäude steht unter Denkmalschutz (Listeneintrag).

## Geschichte

### Vorgänger
1314 wurde eine erste Kirche in Stockern erwähnt, die dem heiligen Vitus geweiht war. Diese stand in einer sehr guten Lage nahe des Schlosses. Im 18. Jahrhundert bestand die Veitskirche aus einem gotischen Chor, einem barocken Langhaus und einem eher niedrigeren Turm. 1763 schuf der Znaimer Orgelbauer Ignaz Casparides eine neue Orgel für die Stockerner Pfarrkirche. Jedoch wurde die Kirche durch Überschwemmungen und Feuchtigkeit immer desolater.

### Heutige Kirche
Franz Xaver Fischer, Pfarrer von Stockern von 1892 bis 1931, drängte zu einem Neubau, den man sich vom Architekten Carl Steinhofer planen ließ. Es sollte ein neugotisches Gebäude werden, wie es zur Jahrhundertwende üblich war. Um den Kirchenbau zu finanzieren, wurden drei Gemälde vom Kremser Schmidt der alten Kirche beim Schloss nach Nürnberg und Krems verkauft. Jedoch zahlte Franz Josef fast die Hälfte der Baukosten mit. Nach einem Jahr Bauzeit konnte die Kirche 1908 eingeweiht werden.
Die Altäre und die Kommunionbank wurden aus Kunststein gefertigt. In der Mitte des Hauptaltars steht eine Jesusstatue, neben der sich jeweils noch eine weitere Statue befindet.